# Chocolatería El Indio

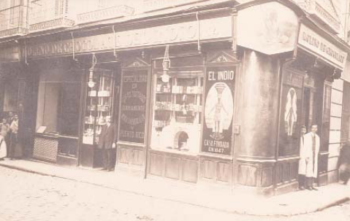
Fachada de la chocolatería hacia 1900 (fondo fotográfico del Museo del Traje, en Madrid).

La Chocolatería El Indio (también conocida como Molino de Chocolates «El Indio») fue una tienda y fábrica de chocolate fundada en Madrid en 1848. Estuvo emplazada en la esquina de la calle de la Luna con la de San Roque hasta su cierre en 1994. El 8 de marzo de ese mismo año, y por ser uno de los pocos comercios madrileños del siglo xix íntegramente conservados, el conjunto comercial fue adquirido por el Museo Nacional de Antropología y parte de su mobiliario se exhibe en el Museo del Traje de Madrid. 

## Historia
Conocida por su llamativa portada, su mobiliario a base de maderas nobles, el molino de moler cacao y la talla en madera de un indígena que presidía el establecimiento, la Chocolatería el Indio fue un negocio de tradición familiar, poseedor de una fórmula chocolatera que pasaba de generación en generación. Además el tratamiento del cacao, el establecimiento disponía de servicio de molienda de café y venta de caramelos y otras golosinas. Fue fundado en 1848 por los hermanos Enrique y Mauricio Vela que instalaron su molino de chocolate en la casa n.º 14 de la calle de la Luna. El negocio fue novedoso en España dado que hasta 1824 no se había obtenido el cacao en polvo, origen del chocolate sólido.

### La familia Ruiz
Pablo Ruiz Santamaría nació el 25 de enero de 1879 en un pueblo de la provincia de Burgos. Se casó con María Diego Ruiz, hija de Cipriano y desde entonces aparece como titular de la fábrica. Esa fue la época con mayor crecimiento del negocio, con cuatro empleados en nómina hasta 1925. A partir de entonces, el número de empleados varía entre los dos y tres. Durante la guerra civil española eran dos trabajadores, probablemente un oficial y un ayudante. En los años 20 y 30 también hubo una ampliación en la oferta de productos, empezaron a vender café y fiambres.
Durante los años de la Guerra Civil, 1936-1939, la fábrica pasó por momentos difíciles y tuvieron que hacer una reducción del precio: 
«Con arreglo a lo dispuesto en el decreto fecha 29 de septiembre 1936 queda reducido el importe de este recibo a pesetas 585»
Entre las décadas de 1940 y 1950 empezaron a venderse productos de confitería y derivados del chocolate, aunque el producto estrella continuaba siendo el chocolate familiar que, en esa década de 1950, se podía servir a domicilio. En 1954, Pablo Ruiz pasó la dirección de la chocolatería a sus hijos.

## El molino del “Indio”
Bajo un dosel de madera sobre columnas torneadas, un indio azteca tocado con sombrero, aparecía tallado sobre el embudo del molinillo, cuyo contenido de grano de cacao se distribuía a las dos molederas laterales, que giraban en torno a un eje conectado con la maquinaria a motor situada en el sótano del establecimiento. El conjunto de la estructura descansaba sobre un pie de ladrillo forrado en dos de sus laterales por un panel de madera. La molienda requería la vigilancia de dos operarios.